# Gears of War
『Gears of War』（ギアーズ・オブ・ウォー）はアメリカのゲーム開発会社Epic Gamesが開発し、マイクロソフトから発売されたXbox 360用のサードパーソン・シューティングゲームである。2007年にはグラフィックスがさらに強化されステージが追加されたMicrosoft Windows版も発売された。2015年にはリマスター版が発売された。
2007年7月にエピックゲームズ副社長、マーク・レインが、Mac OS X版もリリース予定であることを発表したが、結局発売されなかった。シリーズのIPは2013年半ばまでEpicとマイクロソフトが半々で所持していたが、Judgement発売後の2013年下半期にEpicがテンセントに買収されたため、マイクロソフトがEpicの持つ残りの版権を買い取り、マイクロソフトのIPとしてシリーズを管理している。
メディアミックス展開として漫画化（Gears of War）や小説化もされているが日本では未発売である。また、アメリカの玩具・フィギュアメーカーであるネカによってフィギュア化もされていて日本でも輸入品が入手できる。
タイトルの『Gears of War』とは、日本語で「戦争の歯車」という意味。即ち戦場の兵士を意味する。英語版では主人公の属する軍隊の兵士のことを"Gear"（もしくは"Gears"）と呼称するシーンがある（日本版では「兵士」という訳語に置き換えられている）。
このゲームはXbox One本体においても後方互換機能でプレイ可能だが、2015年に発売予定だったXboxOne向けリマスター版である「Gears of War: Ultimate Edition」はCERO規定の描写修正を日本MS側が諦めたため発売が見送られた。
2025年8月27日ではXbox Series X/S,Windows,PS5向けの二回目のリマスター版であり、さらにドルビーアトモスとドルビービジョンに対応した「Gears of War: Reloaded」が日本でも発売される予定である。この作品はUltimate Editionのスマートデリバリーに対応する。

## 概要

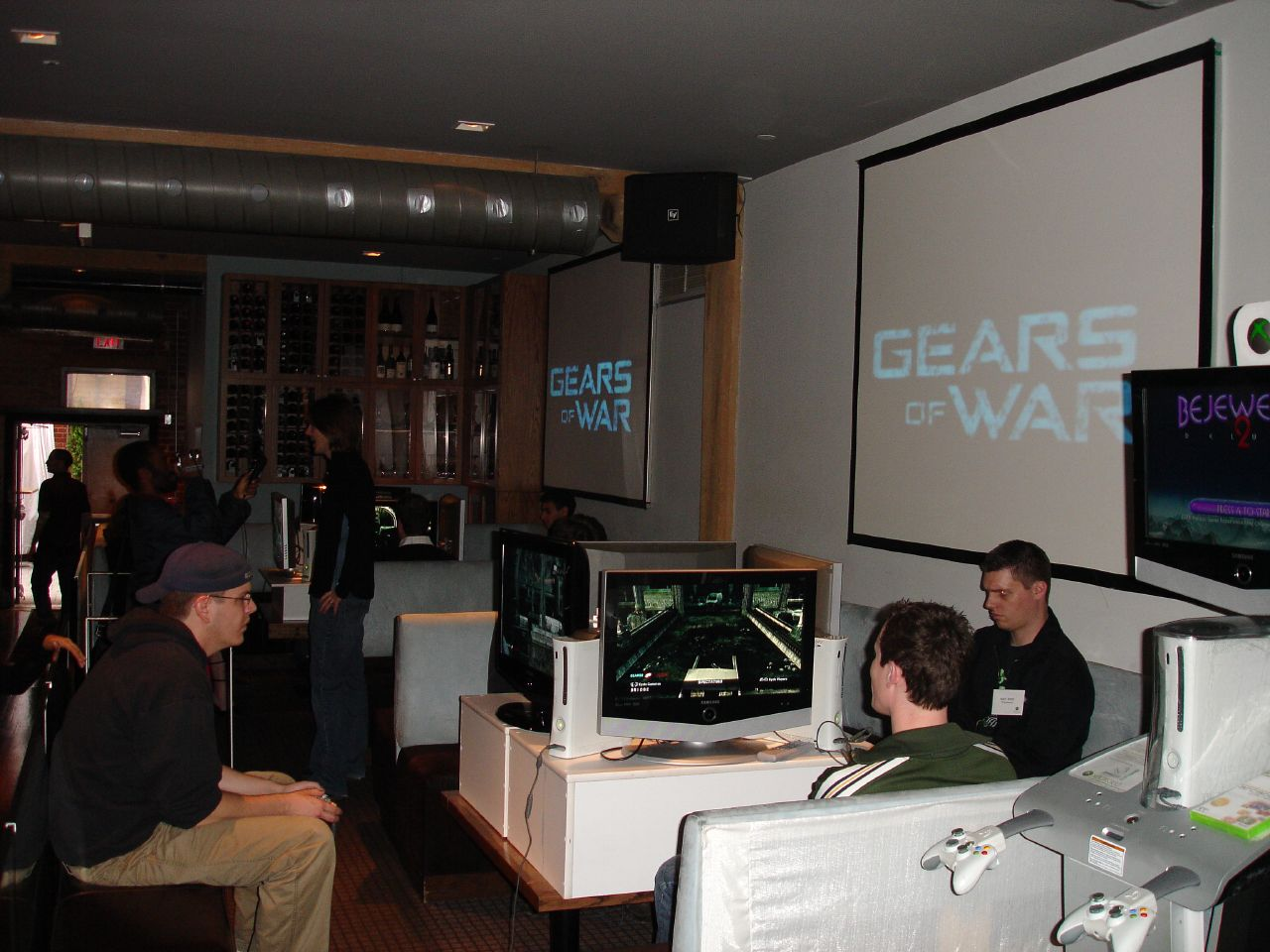
2006年、カナダでの "X06" イベントにて。

『Gears of War』は2003年に開発が始まった。当初は『Unreal Warfare』（アンリアル ウォーフェア）という題名の対戦主体のゲームとして作られていたが、早い段階で物語を持ち、拠点を中心に任務を一つずつ達成していく方式のゲームに変更となる。最終的にはさらに変更されて、物語と激しい銃撃戦が強固に結びついた一本道のアクションアドベンチャーゲームとして開発が進められる事となった。
ゲーム発売前は新たに開発されたゲームエンジン「アンリアルエンジン3」を駆使した、当時としては圧倒的な美しさと質感を持つグラフィックスで注目を集めた。発売後は、複雑なカバーアクション（詳細は後述）をほぼ一つのボタンで行えるようにした簡単かつ洗練された操作システム・変化と一貫性を両立しプレイヤーを飽きさせない工夫をこらした良好なレベルデザイン（ステージの構成や敵の配置や仕掛け、難易度などの設計のこと）、随所にある地形へ隠れながら相手の隙をつき敵を追い詰めていく頭脳的で緊張感に満ちた戦闘や、それらを引き立てる重厚かつ凄絶な演出や視覚効果などが好評を博した。
また、ゲームの「遊び」としての部分以外の要素である、物語の舞台である地球によく似た架空の惑星「セラ」の独特の文化や舞台設定・キャラクターや武器や建築物などの個性的かつ緻密な美術様式・「大人のプレイヤーを対象とした戦闘主体のゲーム」に適した物語なども本作の高い人気に貢献している。

## ゲームデザインおよびシステムの特徴
突如として人類を襲撃してきた銃火器や動物兵器を駆使する地底人「ローカスト」を多種多様な銃と複雑な移動を駆使して撃退していく。戦闘の合間には開かない扉を開けるために探索したり、隅に置いてある弾薬や武器を探して補充したり、必要な物資や機器を捜索したりといった一息つくための軽いアドベンチャー要素もある。
会話もアクションゲームとしてはかなり豊富に用意されており、カットシーン（いわゆるムービー）以外にも探索中や戦闘中にもリアルタイムで盛んに行われる。仲間の口から戦闘の注意点や最初に破壊するべき目標や敵部隊の裏に回れる迂回路のヒントなどが語られることも多く、単なる演出に止まらない。
ゲームは全てXbox Live上でのオンラインプレイが可能で、キャンペーンの一人用モード・キャンペーンの二人用協力プレイモード（Co-op）・2〜8人までの対戦モードを選択できる。対戦は途中参加不可能だが、協力プレイはホストプレイヤーへの途中参加が随時可能となっており、対戦と並んで好評であった。一人用モードもフレンドをゲームに招待することで、協力プレイへ移行できる。
カバーシステム
本作の最大の特徴と言えるシステム。このゲームはキャラクターの移動速度があまり早くなく、銃撃を見てからかわすのはまず不可能である。そこで、ステージのいたるところにある瓦礫や柱、ドア内、窓、家具、車などの物陰となる部分に張り付いて身を隠し敵の激しい攻撃をやり過ごしつつ合間を縫って反撃したり、地の利を得られるポジションへ移動したりする。ブラインドファイア（カバーの状態で武器だけを出して攻撃する）も可能。物陰を利用するアクションは無数にあるが、その全てがアナログスティックの倒す向きとAボタンの組み合わせで簡単かつ直感的に行えるので能動的に操作できる。
このカバーにかかわる動作は、普通の移動とは対照的に素早いが小回りは利かない。漠然と使ったりあわてて連打したり操作を失敗したりすると大きな隙を敵に見せてしまうが、よく考えて上手に使いこなせば隙のない鋭くテンポの早い移動が可能となる。
また、全てをひとつのボタンにまとめた副作用としてプレイヤーが予期せぬアクションを行う事もある。
自動回復
本作では回復用のアイテムが一切登場しない。代わりに敵の攻撃を受けてから数秒後に体力が自動で回復する様になっており、回復のためのアイテム探しで戦闘を長時間中断する必要がない。ただし、連続で攻撃を受け過ぎると死亡するうえ、一部の攻撃は即死のため過信は出来ない。ダメージを受けると画面中央に赤い歯車が徐々に現れ、中心部分に髑髏のマークが出現すると死亡する。このマークは「クリムゾンオーメン」と言い、本ゲームのシンボルでもある。
キャンペーンでは味方のみが自動回復で敵は回復しない。対戦では全員が自動回復であるため、いかにして敵を素早く倒すかを考える必要がある。
武器・アクティブリロード
銃器は一部を除き全て実弾系で、それぞれ装弾数や残弾数が異なる。『アクティブリロード』システムが採用されており、手動（マガジンが空になった場合は自動）リロードを行う際に、タイミング良くRBボタンを押すことでリロード時間を短縮できたり、一時的に弾の威力を上げたりできる（タイミングを間違えると排莢不良を起こし、リロードの完了が大幅に遅くなる）。
アクティブリロードを駆使すれば隙を小さく出来、攻撃の手をゆるめずに済む。特に敵も体力が自動回復する対戦では効果が高い。
協力プレイ（Co-op）
ストーリーモードの協力プレイ自体は本作以前のゲームにも存在した（おもにPCゲームに存在）が、その多くは飽くまで「おまけのモード」として存在する物がほとんどであり、頭数が増える事で難易度が極端に下がる・物語を無視した色違いの主人公が複数人存在する、といった問題点も存在していた。
本作では物語の内容からキャラクター設定からレベルデザイン（ステージの設計）などにいたるまで、一人でも二人でも遊べる事を大前提にした徹底した作りになっている。具体的には常に主人公と相棒の二人は全ての場面で一緒に行動し続けていること（一人用ではAIが相棒を操作）、十分なステージの広さ・遮蔽物やアイテムの配置および敵の数のなどの調整、協力を推奨（時に強制）する数々の仕掛けなど（一人用ではAIの相棒が自動で解除などを行ってくれる）である。
一人用では敵に倒された際に主人公は即死となるが、協力プレイ時のみダウンしてから一定時間後に死亡となる。ダウン中に仲間に救出されれば全快する。ただし、一部の攻撃および場面では協力プレイ中でも即死となる。
対戦
それまでのアクションシューティングゲームには無かった、本作独自のカバーシステムを駆使した独特かつ戦略的なチーム戦が楽しめる。詳細は後述。

## ゲームモード
キャンペーン
いわゆるストーリーモード。一人ないし二人で遊ぶ事が出来る。主人公「マーカス フェニックス」とその相棒「ドミニク サンチャゴ」を操作して全5章(Act 1 ~ Act 5)の物語を進めて行く。難易度は簡単な順から「カジュアル」・「ハードコア」・「インセイン（2周目から選択可能）」の三つが存在する。協力プレイはオフラインでもオンラインでも可能。
各章は複数のチャプターに分かれており、一度クリアしたチャプターは自由に選んで遊べる。
対戦
他のプレイヤーと対戦できる。詳細はこちらを参照のこと。

## プロローグ
舞台は地球とよく似た人類の繁栄する惑星セラ。地下から偶然採掘された液体「イミュルシオン」が直接エネルギーに変換できることが判明、人類は安価で無尽蔵のエネルギーを得た。しかし、新エネルギー開発への過剰な投機、旧来の化石燃料を使った技術の開発破棄などにより世界経済は破綻。そしてイミュルシオン産出国への嫉妬は、やがて世界大戦を引き起こした。
79年にわたる世界大戦の最中、突如として地底より現れた異種族「ローカスト」が人類に対して総攻撃を仕掛けてきた。人間より大きく醜悪で強靭なローカストは、最初の出現から僅か24時間でセラに住む人類の25%を虐殺。「エマージェンス デー（「出現の日」の意）」と呼ばれるこの大虐殺を機にイミュルシオンを巡る世界大戦は終結。人類の完全なる殲滅のみが目的であるローカストに人間側の交渉は全て無視され、それまでの戦争で疲弊していた国々は、地中から自在に現れ数々の強力な火器と動物兵器を操るローカストの大軍によって次々と滅ぼされていった。
圧倒的不利となった人類は、ローカストが採掘できない堅い岩で形成された地層のあるハシント高原へ退却。そして追い詰められた人類は化学兵器と軌道衛星のビーム兵器で、占領された都市を逃げ遅れた市民ごと焼き尽くす作戦を決行した。
セラの地表90%以上が焦土と化す余りにも大き過ぎる犠牲を払い、どうにかローカストの総攻撃を阻むことに成功した人類だったが、ローカストの大部分は地底へと逃げ延びており、未だ人類への苛烈な攻撃を続けていた。

## 用語の解説
セラ（Sera）
本作の舞台となる惑星。地球によく似ているが、地球とは微妙に違った文化や生態系を持つ。人類や ニワトリなどの地球と同じ生物が居る一方で、ローカストや怪獣のような生き物なども存在する。
イミュルシオン（Imulsion）
石油の探査の際に偶然地底で発見されたねばりのある金色に輝く液体。発見当初は注目されていなかったが、「ライトマス工法」という技術によって直接エネルギーに変換出来る様になったため、産出国は一夜にして巨万の富を得る事となった。上記の通り最終的には世界大戦の原因にもなっている。元々は人体には害がないとされていたが、近年では不穏な噂も立ち始めている。
世界大戦（Pendulum Wars / ペンデュラム戦争とも）
イミュルシオンを巡った人類同士の大規模な戦争で79年間も続いた。主人公も若い頃に参戦している。ローカストの襲撃によって中途で終戦することになる。
エマージェンス デー（Emergence Day）
物語が始まる14年前に起きたローカストの侵攻が始まった日。人類同士の世界大戦が終わった日でもある。縮めて「Eデー」とも呼ばれる。
ハシント高原（Jacinto Plateau）
堅い花崗岩の岩盤の上にある高原で、人類最後の都市がある場所である。岩盤はローカストにも採掘できないが、小さい隙間は無数に存在し、そこから小規模な部隊が頻繁に侵攻してくる。
COG
統一連合政府（Coalition of Ordered Governments）の略称。読みは「コグ」。
創立当初は「秩序、勤勉、潔白、労働、吊誉、信念、謙遜」を活動基盤とした狂信的な社会主義団体でしかなかったが、戦争の時代が続くにつれて政党化する。エマージェンス デーにおけるローカストの襲撃にいち早く対応し、住民をハシント高原へと避難させてその地を要塞化させた。戒厳令によって市民権を制限させているものの、彼らの活躍に人類の存亡がかかっているため、市民の人気は非常に高い。
なお、"Cog"は英語で歯車という意味の単語である。実際にCOGのシンボルやハシント高原の建物には歯車のモチーフが多用されている。
ギア（もしくはギアーズ）（Gear（s））
COGの兵士の通称。非常に重装備で鎧のような分厚い戦闘服が特徴。日本版では「COG兵士」や「兵士」という言葉に置き換えられている。
タグ
COGの兵士全員が身に付けている軍認識票。たとえ原形を留めていない程のダメージを受けて死亡しても、タグが残っていれば誰なのか識別できる。形は様々あり、プレートタイプや、歯車の形をした物もある。
ローカスト（Locust Horde）
原住生物の変異体とも異星人とも噂される地底生物。セラの地殻内に無数のトンネルを築き生息している。多くの者は爬虫類を思わせる質感の堅く白い皮膚を持つ（例外も居る）。
人類のものと酷似した武器の他に独自の生体兵器を操り、地中から出現して人間を襲う。様々な種族が存在し、そのいずれも光を嫌うという共通の性質を持っている。また、何故か人間の言葉を話す。人類側がこの謎の地底生物を“ローカスト”と仮称するように、彼らもまた人類を“グラウンドウォーカー（Ground Walker）”と呼ぶ。
なお、"Locust"は本来イナゴという意味の単語である。語感の良さから付けられたとのこと。
ドーンハンマー（Hammer of Dawn）
主人公マーカス フェニックス（後述）の父、アダム フェニックス教授が開発した、軌道衛星を使ったビーム兵器。イミュルシオンをエネルギー源としている。本来は世界大戦を終わらせるための兵器であったが、ローカストが出現したために人類の都市を敵味方関係無く片端から焼き払う事になってしまう。実はセーフティーが設定されており、アダム フェニックス以外には操作が出来ないように設計されている。ゲームの武器としても登場するがこちらについては後述する。
難民（Stranded）
ドーンハンマーで焼かれた都市の生き残りたち。問答無用で自分たちの街を焼き払ったCOGを憎んでいる。なお、"Stranded"とは本来は「途方に暮れた」という意味の単語で、日本版の「難民」は意訳（難民を表す英単語は"Refugee"）。
ローカストホール（Emergence Hole）
ローカストが地上を襲撃する際に地面に開く大穴。グレネードなどの爆発物で塞げる。
ライトマス爆弾（Lightmass Bomb）
イミュルシオンを使ったCOGの大量破壊兵器。これを使ってローカストの拠点である地底を攻撃するのが本作の目的である。正確に拠点を攻撃するにはレゾネーターを使って地底のデータを得る必要がある。
レゾネーター（Sonic Resonator）
地底の正確な構造を探るのに必要な装置。岩をも砕く程の強力な音波を利用して探査するため、作動後は急いで退避する必要がある。
ライトマス爆撃（Lightmass Offensive）
前述のライトマス爆弾を使ってローカストを殲滅する事を目的とした作戦。今回の物語で主人公たちが遂行する任務。

## キャラクター
声優項目は日本語版/英語版。

### COG
COGの兵士は大半が筋骨隆々の巨漢である。ただしセラの男性が皆巨漢ぞろいという訳では無く、一部の兵士や非戦闘員などは普通の人間の体形をしている。
マーカス・フェニックス（Marcus Fenix）
声 - 廣田行生 / ジョン・ディマジオ
デルタ部隊所属、階級：二等兵（後に軍曹へ昇格）
身長1m85cm、体重105kg。本作の主人公。年齢は35歳で頭に黒いバンダナを巻き、黒髪と碧眼を持つ。
世界大戦やローカスト戦役において数々の勲章を授かり、兵士達の間ではその活躍が半ば伝説化されている驚異的軍人。
物語開始の4年前に軍の研究所勤務で父でもあるアダム・フェニックスがローカストに襲われ、救出のために上官命令を無視。しかし、父を助けられず、臆病行為と職務放棄の罪による懲役40年の刑のみが彼に残る。囚人番号:098356-GXとして投獄されて4年が過ぎたある日、ローカストが刑務所を襲撃した際にすんでの所で親友のドミニクに救出され、彼の計らいでデルタ部隊へ配属となり戦線復帰を果たす。
後に戦死したキムの後任としてデルタ部隊の隊長となり、ドミニク、コール、ベアードを率いて作戦の実行部隊として行動する。
ドミニク・サンチャゴ（Dominic Santiago）
声 - 髙階俊嗣 / Carlos Ferro
デルタ部隊所属、階級：二等兵
準主人公で、協力プレイ時の操作キャラクター。通称はドム。マーカスの幼馴染で親友でもある陽気な男。刈り込んだ黒髪と茶色い目、そして手入れのされた顎髭が特徴。年齢は32歳。
分隊長であるキムにマーカスを復帰させデルタ部隊へ迎え入れるよう説得。キムの許しを得てホフマンに無断で刑務所へ突入し、マーカスを救出した。その後もマーカスと頻繁に行動を共にして作戦をサポートする。キャンペーンモードにおけるAI操作のドムはカバーが重要なゲームであるにもかかわらず、しばしば特攻しては敵にやられプレイヤーの足を引っ張る。しかし、いざと言うとき一番頼りになるのもまた彼である。ちなみに、マーカスから20ドルの借金がある。
彼はまたある人物を捜している。その人物が誰であるかは2作目で明らかになる。
オーガスタス・コール（Augustus Cole）
声 - 大西健晴 / Lester'Rasta'Speight
アルファ部隊所属、階級：二等兵
壊滅したアルファ部隊の生き残りで後にデルタ部隊へ配属。メンバー唯一の黒人である。坊主頭。
アメリカンフットボールによく似たセラの人気スポーツ「スラッシュボール」の元スター選手で現役時代は「コール トレイン（トレインは「暴走列車」の意味合い）」の異名をとった。戦場でも常に最前線へ立って危険を顧みず敵陣へ突入するアドレナリン中毒者。軽口だが自分の能力には絶対の自信を持っており、怯まない。ベアードの数少ない友人でもある。
レゾネーター発見後は地底に設置するまで彼が背負い続ける事になるが、全く動きが鈍らない。
デーモン・ベアード（Damon Baird）
声 - 松田健一郎 / フレッド・タタショア
アルファ部隊所属、階級：二等兵
壊滅したアルファ部隊の生き残りの一人で、後にデルタ部隊へ配属。金髪碧眼でゴーグルを額にずらしている。
臆病で皮肉屋だが優れた知恵を持ち、メカニックやハッキングにも精通している大変有能な兵士。しかし態度の悪さと自己中心的で短気な性格の為に一度も昇進したことがない。本人は「望んで入隊したわけじゃねえ」と主張しており、自分が生き残れればそれでいいと考えているが、何だかんだ言いながらも、結局部隊を助ける事が多い。外伝『Gears of War Judgment』では主役（プレイヤーキャラクター）となる。
アーニャ・ストラウド（Anya Stroud）
声 - 引田有美 / Nan McNamara
階級：少尉
ホフマンと行動を共にする女性の軍人。本部から無線を通じ、マーカスたちへ指示を与える通信担当となる。彼女の声は全編通して頻繁に聞けるが、姿を見られるのはほんの一時だけである。
ちなみに"Anya"とはハンガリー語で「母」の意。
ミン・ヤン・キム（Minh Young Kim）
声 - 竹内良太 / Robin Atkin Downes
デルタ部隊所属、階級：中尉
デルタ部隊の隊長。規律に忠実で誇り高き軍人。黄色人種でありマーカスやコールに比べるとやや線が細い。また、禿頭でもある。
COGが人類最後の希望であると固く信じている。ドミニクの説得を聞き入れ、マーカスをデルタ部隊へ迎え入れる。アルファ部隊との合流時にローカストと交戦。ローカスト軍の将軍ラームに襲われ、命を落とす。
アンソニー・カーマイン（Anthony Carmine）
声 - 桑原敬一 / Michael Gough
デルタ部隊所属、階級：二等兵
デルタ部隊の隊員。頭部をヘルメットで覆っているため素顔は不明。兵士たちの中では線の細い部類に入る（キム中尉と同程度）。マーカスの活躍を知っており、彼を歓迎する。『戦場で最も撃たれやすい男』なる何とも不名誉な肩書きを持つ。Act1中盤、アルファ部隊との合流直前でローカストの狙撃により戦死。
続編の『2』で4人兄弟と明らかになった。末っ子のベンジャミンは2作目に、長男クレイトンは3作目に登場する。英語版・日本版ともに毎回同じ声優がカーマイン兄弟を演じている。
ビクター・ホフマン（"Colonel" Victor Hoffman）
声 - 沢木郁也 / Jamie Alcroft
階級：大佐
キム直属の上司で、『ライトマス爆撃』の作戦指揮官。禿頭に軍帽を被っている。年配の軍人で、マーカスやドム同様の巨漢。
作戦実行に必要な空間構造確認用装置『レゾネーター』を運搬中のアルファ部隊が消息を絶った為、同部隊の捜索及びレゾネーターの回収をキムヘ命令する。軍規に背いて服役中であるはずのマーカスがCOGの戦闘服姿で現れたのを見て「裏切者が!」と罵る頭の固い男。但し彼を戦死したキムの後任として即時に軍曹へ昇格させるなど、兵士としての能力は高く評価している。
ジャック（JACK）
サポート用のロボット。普段は目に見えない状態（光学迷彩）で最初からマーカス達の側を飛行しており、開かない扉をレーザーで焼き切ったり、データを表示したり通信をする時のみ姿を現す。人間の言葉は話さないが、スター・ウォーズシリーズのR2-D2の様な機械音声を発する。Act4でブルマックをおちょくる場面がある事から、人工知能が搭載されている事がわかる。ジャックと名付けたのはコールであり、その出会いは前日談である『Gears of War Judgment』にて明かされている。

### ローカスト
ドローン（Drone）
最も多く確認されるローカストで歩兵的存在。しかし平均身長2メートル超、体重120kg超と通常の人間を上回る体躯を持ち、体力、膂力も優れている。知力も人類に近い程度で武器を使い、言葉を話し、退避もする。数々の銃器で武装しており、人間を見つけると執拗なまでに攻撃してくる。
グレネーディア（Grenadier）
体格はドローンと同程度だが、分厚い皮と頑強な頭蓋骨を持つ。よりアグレッシブで主にショットガン、グレネードを武装しており、接近戦を好む。
スナイパー（Sniper）
基本的にドローンと同種だが、ドローンやグレネーディアに比べ耐久力がかなり低めに設定されている。代わりにスナイパーライフルを装備している事が多く、遠距離戦が得意。時々フルフェイスのマスクを被っている者もいる。
ブーマー（Boomer）
ドローン以上の巨体を持つ。ドローンと比べて動きは鈍く頭も悪いが、その分タフで非常に怪力。ブームショット（グレネードランチャー）を武器にしている。
セロン・ガード（Theron Guard）
声 - 丸山純路
ドローンの指揮官的存在。動きが素早く、知力も耐久力もドローンより数段上。人類の事をサピエンスと呼ぶ。強力な武器、トルクボウを装備している個体が多い。
セロン・センチネル（Theron Sentinel）
セロン・ガードの中でもより階級の高い戦士。終盤に多く登場する。
ベルセルク（Berserker）
ドローンの“メス”である身長2m20cmの大型ローカストで、いわば本作の中ボス的存在。目が見えない代わりに聴覚と嗅覚が異様に発達しており、人間を足音と匂いで判別して襲い掛かる。ブーマーを遥かに上回る膂力を持ち、攻撃された場合は一撃でバラバラにされる。鉱物に似た硬い皮膚を持ち、途方も無い体力を持つためドーンハンマー以外の通常の火器では倒せない。
『3』のDLCである『ラームの影』にも登場するが、その場合は誘導して車に衝突させてイミュルシオンを浴びせ、皮膚を軟らかくして銃撃すれば倒せる。
レッチ（Wretch）
群生する小型のローカスト。知性はあまり高くない。小型とはいえ、小個体でも150cmはある。鋭い爪が武器で、天井や壁にしがみついて集団で奇襲をかけるのが得意。
ダークレッチ（Dark Wretch）（『1』）→ランベントレッチ（『3』）
イミュルシオンの影響で突然変異した発光性の種が存在し、こちらは攻撃を受けると爆発する性質がある。『3』にてランベント化したレッチであったと判明。
シーダー（Seeder）
嘴状の尾部をもつ虫の様な姿をした巨大ローカスト。地中を掘り進み、尾部のみを地上に出してそこからネーマシストを発射して攻撃させる。頭部は地中に存在し,サポート役のローカストがネーマシストを口から補充する。この敵がいると電波障害が発生する。ドーンハンマーによって倒すことが出来る。
ネーマシスト（Nemacyst）
シーダーの尾部から吹き出される大型の飛行型生物。外見は超巨大なノミといったところ。頭部が非常に硬く目標を見つけると突撃する。また、ネーマシストが空にたくさん居るとドーンハンマーが使用不可能になる。
リーバー（Reaver）
ネーマシストの変異体。外見もネーマシストと殆ど同じ。ドローンを乗せて飛行することが出来る。今作では直接攻撃はしてこない。
クリル（Kryll）
蝙蝠のような小型のローカストで、常に何百匹もの群れを成して飛び回っている。エマージェンス デー以後、夜ごとに惑星セラの地表に現れ、おびただしい数で空を覆いつくすようになった。肉食性で大変獰猛。生物を見つけると敵味方の区別無く襲い掛かる。紫外線（UV）に大変弱く、強い光を浴びると燃えてしまう。そのため明かりのある箇所には決して近付かない。主にAct2の中盤から終わりにかけて登場し、COG軍・ローカスト共に大幅に行動が制限される事となる（明かりの無い場所に長く居るとクリルに殺される為）。
『2』および『3』では登場しないがその理由はライトマス爆撃によってクリルの巣が破壊されたため。
コープサー（Corpser）
節足動物のような、現在確認されている中で最大のローカスト。巨大な手を思わせる外観をしている。ローカストにとっての採掘マシンで、地底の巨大なトンネルはコープサーによって掘り進められたものである。身体の大部分が非常に硬い外殻で覆われており、通常の兵器は通じない。Act3の後半で直接戦闘することになる。
ブルマック（Brumak）
猿を品種改良して作られた身長15m・体重15tの巨大動物兵器。背中に身長の3分の2はある巨大なキャノン砲を装備している。XBOX 360版ではゲーム開始前のデモとAct4の終盤に少し登場するだけだが、PC版では戦闘可能。
ラーム将軍（General RAAM）
声 - 野中秀哲 / ディー・ブラッドリー・ベイカー
ローカスト軍の最高司令官。身長は3mで等身大のローカストとしては最大の大きさを誇る。Act1でキム中尉を襲い、刀で惨殺した。『ライトマス爆撃』作戦妨害のため、Act5の最後にマーカスの前に立ちはだかる。本来一人では運搬出来ない重機関銃「トロイカ」を抱え持ち、さらに全身に無数のクリルを防具代わりに纏っているため、攻守とも非常に優れた本作最強の敵。
実はベルセルクの突然変異種。
ミラ（Myrrah）
声 - 岡本嘉子 / Carolyn Seymour
ローカストの女王と噂される存在。本作では声だけの出場。

## 武器
プレイヤーは、方向パッド（いわゆる十字キー）に対応した武器を、最高4つまで所持できる。武器は、以下の3種類に大別される。

### ライフル/ランチャー系
方向パッド左右に対応している。左右に同じ武器は装備できない

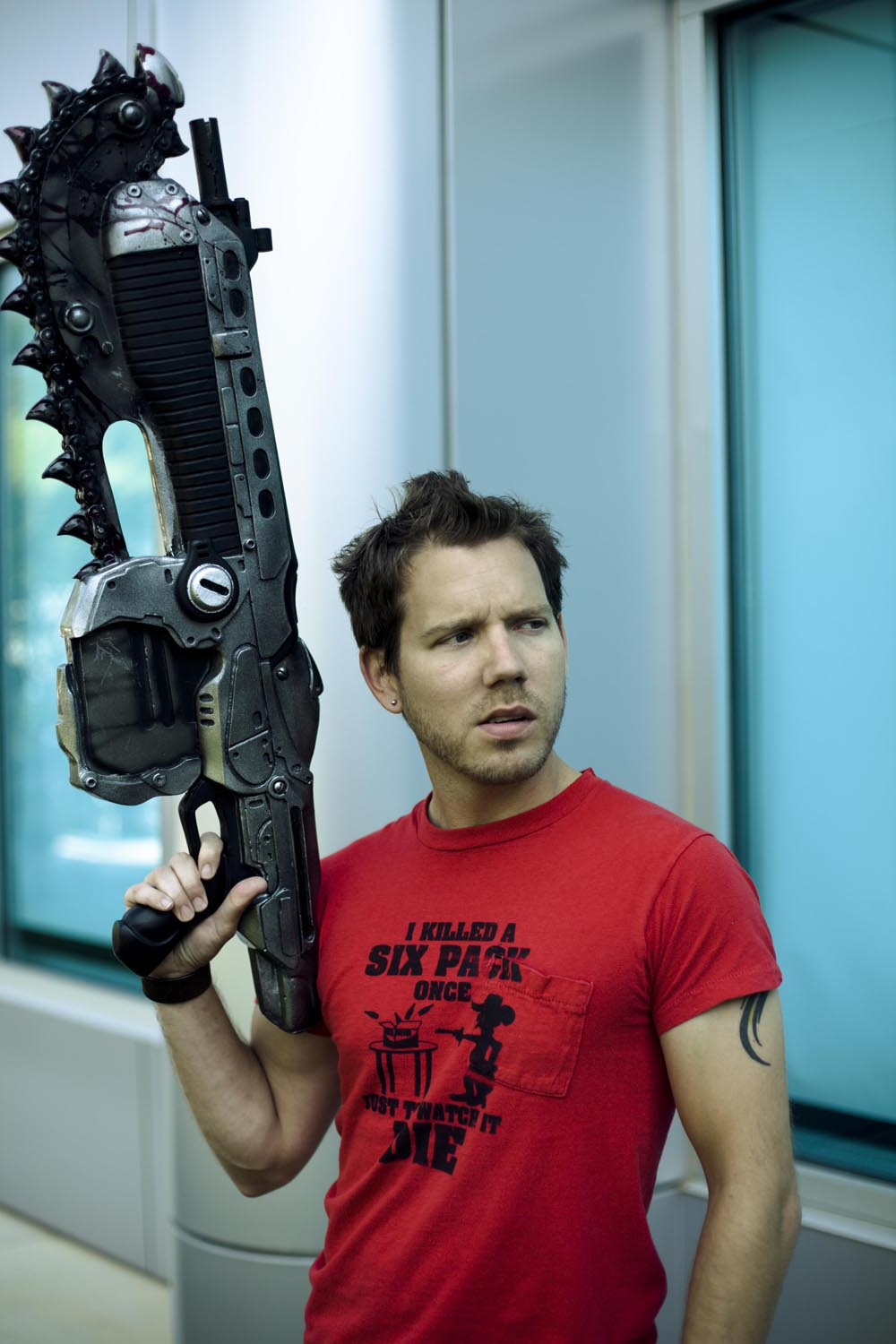
実物大のランサー・アサルトライフルをもつクリッフィB。

ランサー COGアサルトライフル（Lancer Assault Rifle）
COG軍制式のアサルトライフル。地球のそれと異なるのは、銃剣の代わりにチェーンソーが装備されていることである。これは接近戦の際、強靭な体躯を持つローカスト兵を一刀両断するために装備されたもので、モードや難易度を問わず必ず対象を即死させる（ドローン、セロン・ガードより大きなローカスト、キャンペーンモードのラーム将軍には効かない）。
チェーンソーはその強烈なインパクトから本作を象徴する武装である。
ハンマーバースト ローカストライフル（Hammerburst Assault Rifle）
ローカスト軍が装備するセミオート連射のアサルトライフル。1回で6発のバースト射撃を行う。COGライフルと比較して弾丸1発の威力が高く、発射時の反動が強い。
ナッシャー ショットガン（Gnasher Shotgun）
レバーアクション式の散弾銃。銃床はない。至近距離では敵を一撃で倒せるが、一般的な散弾銃と同様に長距離ではあまり役立たない。
ロングショット スナイパーライフル（Longshot Sniper Rifle）
大口径の狙撃銃。備え付けのスコープにより長距離でもヘッドショットを狙うことが可能である。一発撃つごとにリロードが必要なため中近距離における射撃戦には向かない。
ブームショット（Boomshot Grenade Launcher）
ブーマーが使用するグレネードランチャー。ダネルMGLのような形状をしている。発射された弾は緩い放物線を描き、硬い壁などで跳弾する。
トルクボウ（Torque Bow）
セロン・ガードが好んで使用する金属製の弓矢。機械式で矢を非常に遠くまで飛ばす事が出来る。鏃に爆薬が仕込まれており、標的へ突き刺さった後に爆発するため凄まじい破壊力を持つ。反面、クセが強く矢の本数も少ないため扱いには慣れが必要。
ドーン ハンマー（Hammer of Dawn）
COGの軍事衛星に搭載された粒子ビーム砲。プレイヤーが手にするのは、その目標を指示するための照準器である。現代のレーザー照準器と同様、目標に命中するまで銃と同じように狙い続ける。シーダーなどの巨大なローカストをも殺傷する威力を持つが、衛星が上空にあり、かつ照準指示が届くよう屋外にいる場合でないと使用することができない。

### ピストル系
方向パッド下に対応している。
スナッブ ピストル（Snub Pistol）
COG軍の制式自動拳銃。「スナッブ（Snub）」とは「猪鼻」を意味し、銃身の短い様子を表現している。単射だが、左トリガーを引きながら右スティックを押し込むことで2段階にズームし、簡易的な狙撃銃としての役割を果たす。モード共通の初期装備でもある。
ボルトック ピストル（Boltok Pistol）
マグナム弾を発射する回転式拳銃。1発の威力が高く、ヘッドショットにより対象を即死させることも期待できる。連射性能とリロード時間においてはスナッブピストルに劣る。

### グレネード系
方向パッド上に対応している。
フラググレネード（Bolo Grenade）
破片手榴弾。モーニングスターのような形状をしており、振り回した勢いで投擲する。ブラインドファイア同様にブラインドスローも可能である。また接近戦においては敵に直接突き刺すこともできる。
スモークグレネード（Smoke Grenade）
着弾と同時に煙幕を噴出する。殺傷効果は無い。対戦モード専用武器。フラググレネード同様に直接突き刺す（通称：スモ刺し）事も可能だが、対戦では非常に嫌われる為やらない方が良い。

### その他
トロイカ（Troika Heavy Machine Gun）
ローカスト軍の重機関銃で水平二連の銃身を持つ。基本的に銃架にすえられた状態で運用されており、射手の体を守るための装甲板も付いている。凄まじい殺傷能力と装甲板のため対処が困難だが、頭部には装甲板が無いためスナイパーライフルによるヘッドショットが有効。
敵の射手が居ない場合はプレイヤーが利用する事も可能である。
またラーム将軍はその巨体を活かし、銃架のない状態で汎用機関銃のように腕に抱えて使用する。

## 対戦
アクションシューティングゲーム（シューター）ではおなじみの対戦モードは本作にも搭載されている。本作の場合はすべてCOGとローカストに分かれてのチーム戦となっており、複雑な地形とカバーシステムを駆使して戦術的な戦闘を行える様に設計されている。対戦では全員の体力が自動回復する他、キャラクターごとの有利不利を無くすためにローカストのキャラクターも全員COG兵士と同じ大きさに縮小されている。
元々、ストーリーモード同様のカバーを駆使した頭脳的な中距離戦を想定して作られたモードであるが、発売後はショットガンとダイブ（回避のための飛び込み）・ローディーラン（力走）を組み合わせた格闘戦のような近接戦闘が人気となり、開発者の想定外の遊び方が中心となってしまった。このため開発者たちは2作目以降でさまざまな対策を講じる事となる。
対戦人数は2人から8人まで。
基本ルールは以下の3種。
Warzone
二つのチームに分かれての対戦。相手チームを全滅させた方が勝利となる。シューターで一般的な「チームデスマッチ」とほぼ同じもの。
Execution
基本ルールは"Warzone"と同じだが、銃撃でとどめを刺す事が出来ないモード。とどめを刺すにはダウンした敵に近づいての「処刑」アクションを行う必要がある。処刑されなかった場合は一定時間後に全快する。
Assasination
それぞれのチームに1人の「リーダー」が存在し、このリーダーを倒す事で初めてチームの勝利となる。リーダーとなるプレイヤーは一定の条件で毎ラウンド変わる（条件を満たしたプレイヤーが連続でリーダーになる事はある）。また、このモードでは一部の強力な武器はリーダー専用となるのも特徴。
※発売後にアップデートが行われ以下のルールも追加された。
Annex
ステージ上にランダムで設定される「目標地点」を占領する事が目的。目標地点は光る輪として表示され、そこに一定時間留まると占領出来る。これを繰り返し、先に目標点に達したチームの勝利となる。

### オンラインマップ
1. War Machine
2. Tyro Station
3. Roof Tops
4. Mausoleum
5. Mansion
6. Fuel Depot
7. Gridlock
8. Escalation
9. Clocktower
10. Canals
11. Raven Down
12. Old Bones
13. Garden
14. Bullet Marsh
15. Process
16. SubWay

1. ウォーマシーン
2. タイロゥステーション
3. ルーフトップス
4. モーソリエム（マウソレウム）
5. マンション
6. フューエルデポ
7. グリッドロック
8. エスカレーション
9. クロックタワー
10. キャナルズ
11. レイヴンダウン
12. オールドボーンズ
13. ガーデン
14. ブレットマーシュ
15. プロセス
16. サブウェイ

（全16マップ）

## 日本語版の相違点
日本語版では以下の相違点がある。
- 欠損箇所のある遺体の削除。
- 一部の固有名詞の変更。（例：Berserker → ベルセルク、Emergence Hole → ローカストホール、Hammer of Dawn → ドーンハンマーなど）
- 人型生物がバラバラになった断面が見えないように黒く塗りつぶされている。

日本語版は日本語翻訳の他、本国版の英語データも内包しており、通常日本語化された箇所（音声・字幕・メニュー）であるところをXbox 360ダッシュボードの本体設定で言語をEnglish（英語）にすることで、それらを北米版と同じにすることが出来る（ただし日本語音声+英語字幕のような組み合わせは不可）。

## 記録と賞
北米、アジアで本作が発売されるや否や初日から品薄が続き、その後2週間（欧州では1週間）で売上総本数が100万本を突破。そして2006年12月15日には販売総本数が200万本を突破したとマイクロソフトから発表された。これは2006年までに発売されたXbox 360のゲームソフト中で最速である。更に2007年1月、発売から10週間で販売本数が300万本を突破したと発表された。さらに、本作発売から約1年で500万本を突破するメガヒットとなり、その時点で、歴代Xbox 360ソフトの中で4番目に売れたソフトとなった（1位は『Halo 3』、2位は『Call of Duty4』、3位は『GTA IV』）。エピックゲームズが2006年までに開発してきたゲームの中でも、最速かつ最多の販売本数記録を樹立している。
2006年11月22日にXbox Liveでのプレイユーザー数において、それまでの王者であった『Halo 2』を上回り『現在最もプレーされているXboxゲーム』の地位に輝いた。2006年度に最もプレーされたXboxゲームの記録も立てた。
賞においては2007年2月に行われたAcademy of Interactive Arts & Sciences（AIAS）の 10th AIAS Interactive Achievement Awards にて当時点で歴代最多である8部門を受賞した。受賞したのは以下の通り。
- Overall Game of the Year（年間最優秀ゲーム/総合）
- Console Game of the Year（年間最優秀ゲーム/コンソール）
- Action/Adventure Game of the Year（年間最優秀ゲーム/アクション・アドベンチャー）
- Outstanding Achievement in Animation（アニメーション）
- Outstanding Achievement in Art Direction（美術）
- Outstanding Character Performance - Male（キャラクターパフォーマンス/男性）
- Outstanding Achievement in Online Game Play（オンラインゲーム）
- Outstanding Achievement in Visual Engineering（映像技術）

またいくつかのメディアの2006年度ゲーム・オブ・ザ・イヤー（年間最優秀ゲーム）にも選ばれている。
日本でも日本ゲーム大賞2007のグローバル賞（海外作品部門）を受賞している。

## 音楽
本作の音楽はホラー映画を髣髴とさせる、不気味で不穏な曲調が特徴である。オーケストラ演奏はNorthwest Sinfonia（ノースウェスト・シンフォニア交響楽団）で、同楽団は『Halo 3』や映画『ランボー/最後の戦場』の演奏でも知られている。また、アメリカではサウンドトラックが発売されており、日本でも輸入品が入手できる。作曲はケヴィン・リープル（Kevin Riepl）。曲数28曲、長さ69分。リミテッド・エディションに付属したボーナスDVDの特典映像の中には、楽曲の収録光景が収められている。
ケヴィン・リープルの公式サイトでは収録光景や楽曲の視聴が可能。
| #   | タイトル                                                     | 作詞 | 作曲・編曲 | 時間 |
| --- | ------------------------------------------------------------ | ---- | ---------- | ---- |
| 1.  | 「ギアーズ・オブ・ウォー：Gears of War」                     |      |            | 4:30 |
| 2.  | 「エマージェンス・デイから14年後：14 Years After E-Day」     |      |            | 2:55 |
| 3.  | 「ハシント刑務所：Jacinto Prison」                           |      |            | 2:50 |
| 4.  | 「ローカスト・ドローンの攻撃：Attack of the Drones」         |      |            | 2:07 |
| 5.  | 「エンブリー広場：Embry Square」                             |      |            | 3:04 |
| 6.  | 「Fish in a Barrel」                                         |      |            | 2:55 |
| 7.  | 「ハウス・オブ・ソヴリンズ：House of Sovereigns」            |      |            | 5:33 |
| 8.  | 「キム中尉の死とラーム将軍のテーマ：Minh's Death」           |      |            | 1:25 |
| 9.  | 「墓場の中へ：Entering the Tombs」                           |      |            | 1:17 |
| 10. | 「無名戦士の墓：Tomb of the Unknowns」                       |      |            | 1:32 |
| 11. | 「エフィラ街：Ephyra Streets I」                             |      |            | 3:01 |
| 12. | 「Ephyra Streets II」                                        |      |            | 1:42 |
| 13. | 「みじめな奴ら：Miserable Wretches」                         |      |            | 2:03 |
| 14. | 「明かりの中にいろ：Stay in the Light」                      |      |            | 2:02 |
| 15. | 「チャップスのガソリンスタンド：Chap's Gas Station」         |      |            | 1:23 |
| 16. | 「Fill 'er Up at Chap's」                                    |      |            | 2:16 |
| 17. | 「I Will Kryll You」                                         |      |            | 2:37 |
| 18. | 「ローカスト、レッチそしてクリル：Locust, Wretches & Kryll」 |      |            | 2:22 |
| 19. | 「イミュルシオン採掘所：Imulsion Mines」                     |      |            | 3:08 |
| 20. | 「イースト・バリケード・アカデミー：East Barracade Academy」 |      |            | 2:04 |
| 21. | 「フェニックス邸：The Fenix Estate」                         |      |            | 1:41 |
| 22. | 「ローカスト侵入：Locust Infestation」                       |      |            | 1:41 |
| 23. | 「秘密の研究室：Hidden Lab」                                 |      |            | 1:59 |
| 24. | 「Running With Boomers」                                     |      |            | 2:51 |
| 25. | 「Oh the Horror」                                            |      |            | 1:34 |
| 26. | 「列車破滅・ローカストのテーマ：Train Wreck - Locust Theme」 |      |            | 1:40 |
| 27. | 「地獄行き列車への搭乗：Train Ride to Hell」                 |      |            | 3:55 |
| 28. | 「ギアーズ・オブ・ウォー リプリーズ：Gears of War Reprise」  |      |            | 3:01 |

## 映画化
本作のデザイン・ディレクターのクリフ・ブレジンスキーがエグゼクティブ・プロデューサーとなり、実写映画の企画が進行中。2009年5月現在、予算配分の段階だという。監督はレン・ワイズマン。脚本はクリス・モーガンで、彼は主人公であるマーカス・フェニックス役にザ・ロックを希望しているという。
映画『ダイ・ハード4.0』に本作が登場しているが、これは監督のレン・ワイズマンが沢山あった人気ゲームの中から「よくわからないけどクールだ」と選んだものである。後に彼はXbox 360を購入してこのゲームに惹かれて行くのだが、このゲームこそが彼が監督を務める次回作であった。また、同氏は「ギアーズはロード・オブ・ザ・リングのように、トリロジー（三部作）にしたい」と語っていたがしばらく進展はなかった。2016年10月にマイクロソフトとユニバーサルの業務提携によって映画化の計画が再始動した。
2022年11月、NetflixがGears of Warのゲーム開発スタジオThe Coalitionと提携し『Gears of War』を映画化することが明らかとなった。加えて大人向けアニメシリーズも制作が行われることが決定した。

## 略称について
略称はおもに2つ存在し、ひとつは『Gears』（日本ではカタカナで『ギアーズ』とも）、もうひとつは『GoW』である。
後者はソニー・コンピュータエンタテインメント発売のPlayStationシリーズ向けアクションゲーム『ゴッド・オブ・ウォー』（God of War）と同じ略称であるため、混同を避けるために『Gears of War』を『GoW』とし、『ゴッド オブ ウォー』を『GOW』とする場合もあるが、徹底されているわけでは無くこれら三つの略称が混用されている状態である。

## そのほか
- 上記にあるように、大人気で売り切れ続出だった本作だが、それゆえにトラブルもあった。アメリカのデトロイトのとあるゲームショップで本作を購入しようとした36歳の男性が、本作を購入できなかったという理由で店にいた15歳の少年に暴力行為を働いたという事件である。この男性は『Gears』を購入するため店の長い列に並んでいたのだが、店の店員から在庫切れだという知らせを聞いた途端に逆上。何としてでも最後の一本を手に入れようとレジに割り込み、そこにいた15歳の少年に暴行を働き重傷を負わせたのだという。この男性はすぐさま駆けつけた警察に逮捕され、加重暴行の罪で矯正施設に収容された。ちなみに、その「最後の『Gears of War』ソフト」は、証拠品として警察に押収された模様[9]。

- 上記の『ダイ・ハード4.0』同様、映画『ハート・ロッカー』劇中で本作の遊戯シーンがある。しかし、映画は2003年の出来事という設定なので、本作（2006年発売）どころかXbox 360本体（2005年発売）すら発売されていない。